# 小云南
小云南是指家谱所记载或自称祖先于明朝初期从云南迁入的族群，早先多集中于山东胶东半岛，后经历清末闯关东潮而广泛分布于东北各地。

## 外部連結
- 鞍山老人万里寻祖 20年探出"小云南"  （页面存档备份，存于）
- 东北寻根千古之谜：“小云南”探源[永久]
- “小云南”：胶东人的祖籍地 （页面存档备份，存于）